# Turistická značená trasa 2902
 Turistická značená trasa 2902 je modrá značka ve Vysokých Tatrách na Slovensku určená pro pěší turistiku, která vede od železniční zastávky Popradské Pleso Mengusovskou dolinou na Vyšné Kôprovské sedlo a dále Kôprovou dolinou ke staré hájovně rozcestí Tri studničky u bývalé Važecké chatě. Od železniční zastávky Popradské Pleso až po rozcestí nad Popradským plesem vede souběžně s turistickou trasou cyklotrasa 2866 a od Kmeťova vodopádu k rozcestí pod Grúnikom cyklotrasa 2867.

## Přístupnost
Přístup veřejnosti po celé trase je možný pouze v letním období od 16. června do 31. října. Po celý rok jsou přístupné pouze úseky v Kôprové dolině k odpočívadlu pod Nefcerkou a v Mengusovskou dolinou pod rozcestím nad Žabím potokom.

## Popis trasy
| vzdálenost km | čas hod | nadmořská výška | místo                               | souběžné trasy                      | navazující trasy                                                  | směr navazujících tras                     |
| ------------- | ------- | --------------- | ----------------------------------- | ----------------------------------- | ----------------------------------------------------------------- | ------------------------------------------ |
| 0,0           | 0:00    | 1 250           | železniční zastávka Popradské Pleso | cyklotrasa 2866 trasa pro vozíčkáře | Tatranská elektrická železnice                                    | ↑Štrbské Pleso                             |
| 0,0           | 0:00    | 1 250           | železniční zastávka Popradské Pleso | cyklotrasa 2866 trasa pro vozíčkáře | Tatranská elektrická železnice                                    | ↓Starý Smokovec                            |
| 0,0           | 0:00    | 1 250           | železniční zastávka Popradské Pleso | cyklotrasa 2866 trasa pro vozíčkáře | cyklotrasa 2866 odbočka z II/537                                  | ↓Štrbské Pleso - křižovatka Silnice II/537 |
| 0,0           | 0:00    | 1 250           | železniční zastávka Popradské Pleso | cyklotrasa 2866 trasa pro vozíčkáře | odbočka z II/537                                                  | ↑Štrbské pleso                             |
| —             | —       | 1 270           | most přes Poprad                    | cyklotrasa 2866 trasa pro vozíčkáře |                                                                   |                                            |
| —             | —       | 1 287           | hranice NPR Mengusovská dolina      | cyklotrasa 2866 trasa pro vozíčkáře | lesní cesta                                                       | ↓II/537 u Vyšných Hágů                     |
| —             | —       | 1 405           | most přes Krupou                    | cyklotrasa 2866 trasa pro vozíčkáře |                                                                   |                                            |
| 3,6           | 1:05    | 1 500           | Popradská poľana                    | cyklotrasa 2866 trasa pro vozíčkáře | 8854                                                              | ↓Symbolický cintorín/↓Popradské pleso      |
| 4,0           | 1:15    | 1 525           | odbočka zimní cesty                 | cyklotrasa 2866 trasa pro vozíčkáře | 5805                                                              | ↓Popradské pleso                           |
| 4,0           | 1:15    | 1 525           | odbočka zimní cesty                 | cyklotrasa 2866 trasa pro vozíčkáře | 5805                                                              | ↑Trigan                                    |
| 4,3           | 1:20    | 1 515           | nad Popradským plesem               | cyklotrasa 2866 trasa pro vozíčkáře | 0930 (Tatranská magistrála) cyklotrasa 2866 trasa pro vozíčkáře   | ↓Popradské pleso                           |
| 4,3           | 1:20    | 1 515           | nad Popradským plesem               | cyklotrasa 2866 trasa pro vozíčkáře | 0930 (Tatranská magistrála) NCH Cesta lesom medzi Plesom a plesom | ↑Trigan/↓Štrbské pleso                     |
| —             | —       | 1 612           | most přes Žabí potok                |                                     |                                                                   |                                            |
| 5,6           | 1:50    | 1 620           | Rázcestie nad Žabím potokom         |                                     | 0933                                                              | ↑Rysy                                      |
| —             | —       | 1 660           | most přes Hincov potok              |                                     |                                                                   |                                            |
| —             | —       | 1 920           | Hincove oká                         |                                     |                                                                   |                                            |
| 7,7           | 2:55    | 1 950           | Veľké Hincovo pleso                 |                                     |                                                                   |                                            |
| 8,9           | 3:30    | 2 145           | Vyšné Kôprovské sedlo               |                                     | 0934                                                              | ↑Kôprovský štít                            |
| —             | —       | 1 855           | Hlinské oko                         |                                     |                                                                   |                                            |
| —             | —       | 1 820           | přechod Hlinského potoka            |                                     |                                                                   |                                            |
| —             | —       | 1 665           | přechod Hlinského potoka            |                                     |                                                                   |                                            |
| —             | —       | 1 390           | přechod Temnosmrečinského potoka    |                                     |                                                                   |                                            |
| 13,6          | 5:05    | 1 415           | Rázcestie pod Hlinskou              |                                     | 5801                                                              | ↑sedlo Závory                              |
| —             | —       | 1 305           | most přes Kôprovský potok           |                                     |                                                                   |                                            |
| 16,6          | 5:50    | 1 210           | Kôprová dolina                      | cyklotrasa 2867                     | odbočka k vodopádu                                                | Kmeťov vodopád                             |
| —             | —       | 1 183           | most přes Nefcerku                  | cyklotrasa 2867                     |                                                                   |                                            |
| —             | —       | 1 163           | most přes Kôprovský potok           | cyklotrasa 2867                     |                                                                   |                                            |
| —             | —       | 1 110           | most přes Kôprovský potok           | cyklotrasa 2867                     |                                                                   |                                            |
| 19,6          | 6:35    | 1 110           | Rázcestie pod Grúnikom              | cyklotrasa 2867                     | 5802 cyklotrasa 2867                                              | ↓horní Tichá (hájovna)                     |
| 21,4          | 7:10    | 1 250           | Nad bytom                           | 0930 (Tatranská magistrála)         | 0930 (Tatranská magistrála)                                       | ↑Tri studničky                             |
| 22,4          | 7:25    | 1 140           | Tri studničky                       | 0930 (Tatranská magistrála)         | 0930 (Tatranská magistrála)                                       | ↑Jamské pleso                              |
| 22,4          | 7:25    | 1 140           | Tri studničky                       | 0930 (Tatranská magistrála)         | 5803                                                              | ↑Rázcestie v Kriváňskom žľabe              |
| 22,4          | 7:25    | 1 140           | Tri studničky                       | 0930 (Tatranská magistrála)         | 5803                                                              | ↑Štrbské pleso                             |
| 22,4          | 7:25    | 1 140           | Tri studničky                       | 0930 (Tatranská magistrála)         | Cesta svobody (II/537)                                            | ↓Podbanské                                 |
| 22,4          | 7:25    | 1 140           | Tri studničky                       | 0930 (Tatranská magistrála)         | Cesta svobody (II/537)                                            | ↑Štrbské pleso                             |